# WhyNotBi.com
O WhyNotBi.com é um produtor de conteúdo bissexual de pornografia na Internet orientado a homens bissexuais. É de propriedade da MindGeek.

## História
Em agosto de 2018, a subsidiária da MindGeek, Men.com, lançou sua primeira cena com pornô bissexual MMF intitulado "The Challenge", que criou controvérsia sobre se o pornô bissexual pertencia a um site pornô gay. O Men.com declarou que decidiu exibir conteúdo bissexual porque "Depois de perguntar aos nossos usuários o que eles gostariam de ver, um número surpreendentemente grande solicitou uma cena totalmente bissexual". Após uma reação adversa à cena, Men.com decidiu não apresentar mais conteúdo bissexual. Como o lançamento da cena bissexual "deixou muitos fãs gays irritados em pornografia em choque", o conglomerado da MindGeek decidiu criar um estúdio separado para pornografia bissexual chamado "WhyNotBi.com" e apresentar conteúdo bissexual no site WhyNotBi.com, em vez de Site Men.com. WhyNotBi é o primeiro site pornô bissexual da MindGeek.
O site pretende ser "desinibido" e apresentar "fantasias tabu", com um representante alegando que "não importa se você gosta de garotos com grandes pênis, loiras com grandes mamas, jovens sarados, adolescentes bonitinhos ou todos os itens acima — O WhyNotBi tem algo para todos", incluindo sexo a três e orgias bissexuais, trocas de cônjuges, compartilhamento de namorados e adultério.
O WhyNotBi apresenta conteúdo exclusivamente bissexual e é voltado para homens bissexuais. As cenas colocam o "foco nos homens" e muitas cenas apresentam estréias bissexuais de atores pornográficos proeminentes, geralmente conhecidos por atuar em pornô gay. Atores pornôs gays, incluindo Wesley Woods, Jackson Trainor, Thyle Knoxx e Justin Matthews, fizeram suas primeiras cenas bissexuais no WhyNotBi. As reações foram variadas, com o site recebendo elogios e críticas. Homens bissexuais expressaram apoio a um estúdio voltado para eles, enquanto alguns homens gays se opuseram ao afirmar que atores pornográficos gays que fazem sexo com mulheres são heteronormativos. O site foi elogiado por sua diversidade por apresentar conteúdo de gays, bissexuais, heterossexuais e transgêneros em suas cenas.